# Ptychomitrium howeanum
Ptychomitrium howeanum là một loài rêu trong họ Ptychomitriaceae. Loài này được (Hampe) A. Jaeger mô tả khoa học đầu tiên năm 1880.